# Kenneth Cooper
Kenneth H. Cooper (Oklahoma City, 4 maart 1931) is de uitvinder van de coopertest en aerobics. De coopertest is een looptest van twaalf minuten. Cooper diende als majoor in de Amerikaanse luchtmacht en behaalde een doctorsgraad in geneeskunde. Hij schrijft populair-wetenschappelijke boeken.